# Jelena Rudolfowna Leonowa
Jelena Rudolfowna Leonowa (russisch Елена Рудольфовна Леонова, englische Transkription Elena Leonova; * 12. Juli 1973 in Moskau) ist eine ehemalige russische Eiskunstläuferin, die im Paarlaufen startete.
Zusammen mit ihrem früheren Partner Gennadi Krasnizki wurde sie Juniorenweltmeisterin 1986 und 1987. Das Paar Leonowa/Krasnizki trennte sich trotz seiner Erfolge. Da Jelena Leonowa keinen neuen Partner fand, trat sie vom Amateursport zurück und ging zu den Profis. Zunächst lief sie in der Show Tatjana Tarasowas. Dort traf sie Andrei Chwalko, den sie später auch heiratete. Leonowa/Chwalko wurden zweimal Profiweltmeister. Sie sind bekannt für ihre spektakulären Hebe- und Schleuderfiguren. 